# François de Signier
François de Signier, seigneur de Piosin dit le « bailli de Piosin », né à Ollioules (près de Toulon) le 30 mai 1674 et mort à Toulon le 30 avril 1751 ou à Toulouse, le 27 mai 1751, est un officier de marine français du XVIIe et XVIIIe siècles. Il intègre la Marine royale pendant la guerre de Succession d'Autriche. Il termine sa carrière avec le grade de chef d'escadre.

## Biographie

### Origines et famille
Il est le fils ainé de Jean-Baptiste-Henri de Signier (1648-1692), seigneur de Piosin et d'Evenos et de sa seconde femme Anne d'Arène de la Fourbine (v. 1660- morte après 1711). Le couple se marie par contrat passé devant Aubert, notaire royal a Toulon, le 26 février 1671. Sa mère est la fille de Paul-Émile d'Arène, premier consul de la ville de Marseille. Le couple a trois autres filles.
Né à Ollioules, le 30 mai ou 4 juin 1674, il n'est baptisé que le 2 décembre suivant à Toulon. En 1681, il perd son grand-père Louis de Signier, seigneur de Piosin, d'Evenos et d'Orves (en partie), ancien viguier de Toulon (en 1648) ; ainsi que son vieux cousin, le chef d'escadre Jean-Baptiste de Valbelle.

### Carrière dans la Marine royale

#### Débuts dans l'ordre de Saint-Jean de Jérusalem
Le 22 novembre 1689, François de Signier et son cousin germain Louis de Martini d'Orves sont reçus gardes de la Marine le même jour. Les deux adolescents ont exactement quinze ans, Signier depuis le 30 mai, d'Orves depuis le 6 septembre.
En 1692, Signier perd son père. L'année suivante, il est fait seulement sous-brigadier des gardes de la marine, alors que d'Orves est promu lieutenant de vaisseau. Il y a cependant une forte différence entre les jeunes gens : Signier est présenté de minorité dans l'ordre de Saint-Jean de Jérusalem en 1690 ou 1698, d'Orves non, et Signier partira donc seul à Malte.

#### Guerre de Succession d'Espagne (1701-1714)

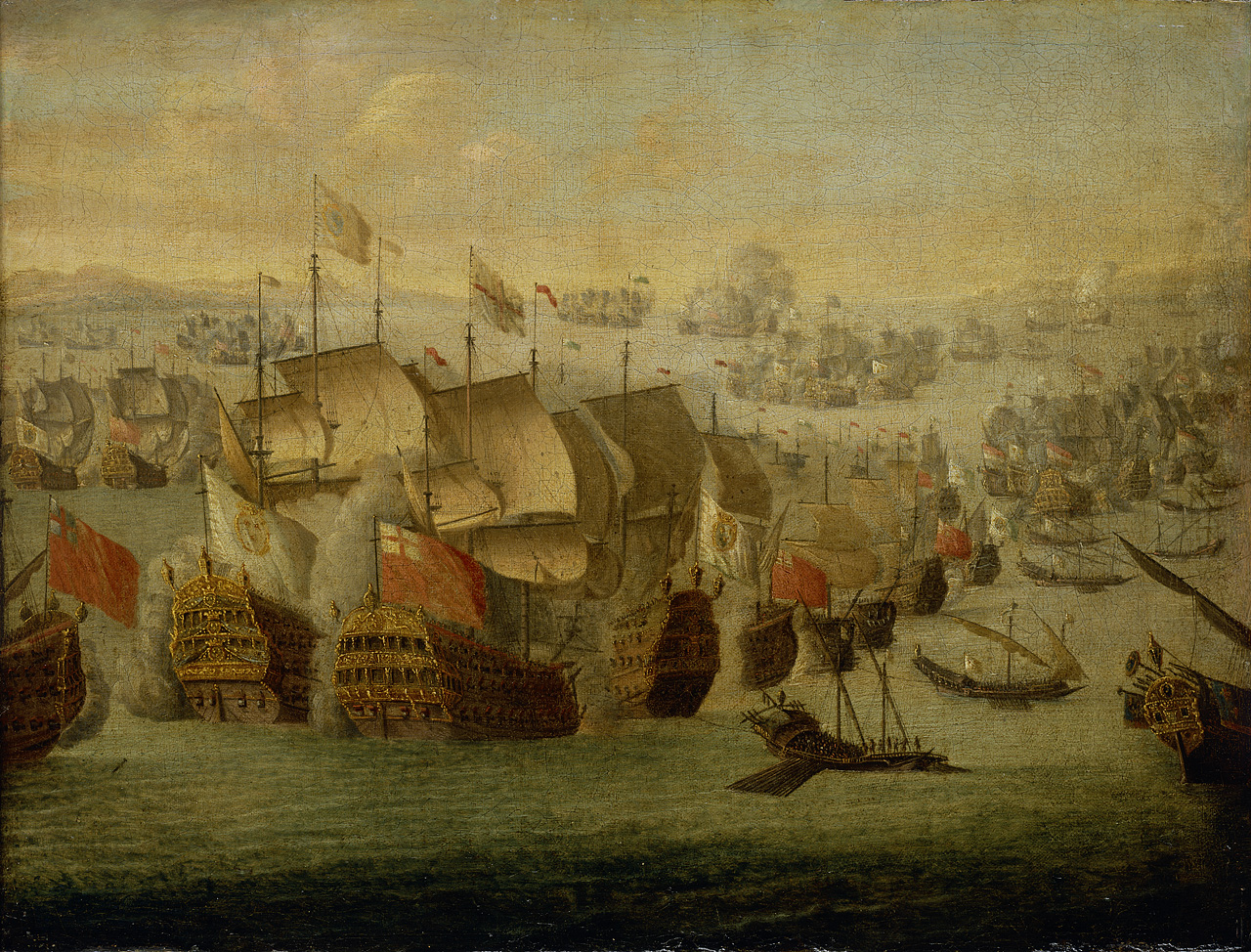
La bataille navale de Vélez-Málaga, 24 août 1704.

En 1702 décède son vieux cousin, le chef d'escadre Pierre-Bruno de Valbelle. En décembre 1702, Signier, le « chevalier de Piosin » est toujours mentionné sur les registres des Soldes et Revues du port de Toulon, comme sous-brigadier des gardes-marine, depuis neuf ans… Le 1er janvier 1703, il est enfin fait enseigne de vaisseau, après quatorze ans de service dans la Marine. Son cousin germain d'Orves l'est depuis dix ans. Le 18 janvier, il part « pour les Cévennes ». Le 9 février, sa mère lui fait donation de son bien, par devant notaire. Le 8 mai 1703, il est de retour. Piosin embarque sur L'Entreprenant le 8 juillet 1703 jusqu'au 21 novembre 1703. De retour, il part « pour les Cévennes » le 20 décembre 1703. Il sert de « lieutenant à M. de la Borde, faisant fonction de lieutenant au bataillon Le Triton ».
Il arrive des Cévennes le 27 mars 1704. En avril, il est l'enseigne de M. de Girenton et en mai, il est enseigne d'une compagnie de 88 hommes à Ollioules, sa terre natale. Le 5 juillet 1704, il embarque sur Le Constant, un vaisseau commandé par le marquis de Sainte-Maure. Le marquis de Sainte-Maure appartient à l'avant-garde de l'escadre placée sous les ordres du comte de Toulouse (1678-1737), Amiral de France. L'escadre devait livrer le 24 août la célèbre bataille navale de Vélez-Málaga. Après la victoire, Piosin est « resté à Gibraltar ». Il n'arrive « du siège » à Toulon que le 4 juin 1705.

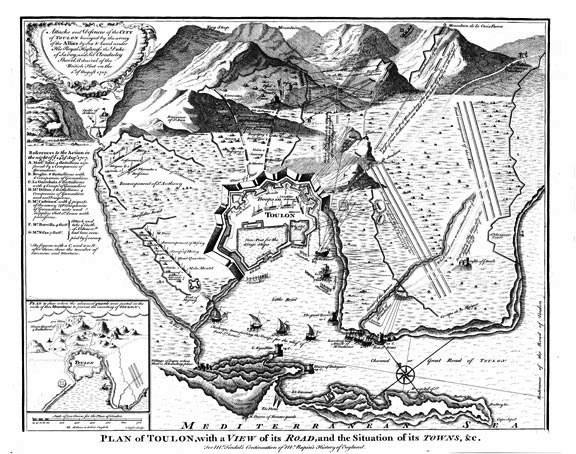
Carte de Toulon pendant le siège de 1707.

Le jour même, Piosin sert comme lieutenant « dans le 5e bataillon le Fier » en août 1705 jusqu'au 25 septembre suivant. Le 27 octobre 1705, il embarque sur Le Mercure, « en course », jusqu'au 18 janvier 1706. Piosin reste sur Le Mercure, en « continue du 19 janvier pour le Roy », jusqu'au 17 février 1706. Dès le 20 février, il embarque sur Le Parfait, jusqu'au 16 mai 1706. Puis il embarque à nouveau sur Le Mercure « en course » du 1er octobre 1706 au 11 mai 1707. Toulon est assiégée par les Impériaux. En juillet et août, Piosin est lieutenant de M. de Grandval dans le bataillon de M. de Grancey. À partir d'octobre, il est en service à La Ciotat et y reste au premier trimestre 1708.
Il est au Port Mahon à partir du 11 mai 1708 jusqu'au mois d'octobre. Dès son retour à Toulon, une erreur de jeunesse[Laquelle ?] l'envoie comme « prisonnier à la Tour » à partir du 22 novembre 1708. Il n'en sortira que le 7 mai 1709 après six mois de prison. À sa décharge, Piosin appartient à une famille provençale qui a le sang chaud, ses cousins Valbelle et Forbin en témoignent. Le chef d'escadre Jean-Baptiste de Valbelle(mort en 1681) avait été condamné à mort pour duel en 1660, puis gracié. Le comte Claude de Forbin-Gardanne (1656-1733) est lui aussi condamné à mort par le Parlement d'Aix, pour avoir tué en duel le chevalier de Gourdon. Lui aussi obtint des lettres de rémission et put rester dans la marine, où il devint chef d'escadre en 1707, en usurpant l'identité de son frère…
Sorti de la tour royale de Toulon, Piosin embarque sur Le Fendant du 16 juillet 1709 au 31 janvier 1710. Il embarque sur le Toulouse « en course », du 17 septembre 1710 au 24 décembre 1710. En 1711, il embarque sur La Vestale « en course », le 1er avril 1711. Ce navire fait une prise, le César-galère, et Piosin passe à son bord « pour le conduire à Marseille ». Il arrive à Toulon le 8 novembre 1711 et « demande ses appointements du 1er avril au 31 octobre compris, à 80 livres » et il touche ses sept mois, soit 560 livres, avec les 80 livres de novembre. Depuis 1708, l'Angleterre a repris Minorque, et Piosin participe à la seule activité du port de Toulon pendant les années 1709 à 1711 : la course.
Fait lieutenant de vaisseau le 25 novembre 1712, peu de temps avant la signature de la Paix d'Utrecht (1713). En février 1714, Piosin est « destiné par l'artillerie ». Il passe « au siège de Barcelone, du 1er mars 1714 », et revient à Toulon le 16 novembre 1714. À son retour, il est fait lieutenant de la compagnie des gardes de la marine de Toulon, le 11 décembre 1714.

#### Retour de la paix
Piosin part pour Malte le 1er avril 1715 avec le Bailli de Vastan. Le séjour à Malte est bref. Vastan rentre à Toulon le 11 juillet 1715 et Piosin le 29 juillet suivant. Piosin est présent à Toulon lorsque le port apprend la mort de Louis XIV qu'il a servi pendant vingt-six ans.
Pendant toute l'année 1716, Piosin est présent à la compagnie des gardes-marine dont il est lieutenant à 83 livres, 6 sols, 8 deniers par mois, plus 50 livres à titre de gratification. L'année suivante, il embarque sur Le Henry, du 3 novembre 1717 au 20 mars 1718. Il a pour commandant Abraham Duquesne-Monier, sous les ordres duquel il fait campagne en Barbarie, à Alger…. Entre 1718 et 1720, Piosin est toujours présent à terre, à la compagnie des gardes-marine.

#### L'épidémie de Toulon (1720-1721) et missions diplomatiques en Méditerranée
En 1720 et 1721, Toulon et le sud de la France sont ravagés par une épidémie de peste. Piosin est mis à l'abri, « au jardin du roi, avec les gardes, de mars 1721 à août 1721 ». Mais plusieurs jeunes gens quittent provisoirement Toulon pour se rendre dans leurs familles à la campagne. Entre 1721 et 1723, il est toujours présent à terre aux gardes.
L'année suivante, il embarque sur Le Solide du 6 avril 1724 au 22 mars 1725. Le vaisseau est commandé par Claude de Beaucaire, il croise à Constantinople où il conduit l'ambassadeur de France, M. d'Andrezel. En 1725 et 1726, il est toujours présent aux salles des gardes.
Le 17 mars 1727, Piosin est fait capitaine de vaisseau, le même jour que son cousin germain, M. d'Orves. Garde-marine, en même temps, les deux hommes accèdent au grade d'officier supérieur en même temps malgré un parcours différent dans les grades subalternes. Tous deux ont alors 53 ans.
Le 5 avril 1728, Piosin est fait capitaine-commandant de la compagnie des gardes de la marine. Il succède au chevalier de Vastan, devenu commandeur depuis. Le 1er juin 1728, il embarque sur Le Léopard, jusqu'au 17 mars 1729. Il appartient à l'escadre d'Étienne Nicolas de Grandpré qui fait campagne en Barbarie, à Tunis, et est présente au bombardement de Tripoli. Au retour, le 18 mars 1729, Piosin est « mis en quarantaine ». En 1729-1730, Piosin est à terre, il commande les gardes-marine.
Il embarque à bord du Léopard du 25 mai 1731 au 1er novembre 1731. Il appartient à l'escadre de Duguay-Trouin qui fait campagne en Barbarie, à Alger, Tunis, et Tripoli. De retour, Piosin est légèrement souffrant, et il s'absente en août et septembre 1732, « par permission du roi ». il se rend aux eaux de Digne, dont il revient en octobre 1732.

#### Guerre de Succession de Pologne (1733-1738)
Il commande Le Tigre du 24 juin 1733 au 12 avril 1734. Il appartient à l'escadre du chevalier de Luynes qui fait campagne en Méditerranée, à Gibraltar, dans l'océan Atlantique, puis en mer Baltique, au moment de Dantzig. Le 3 octobre 1733, Piosin reçoit à diner, à bord du Tigre, le comte et la comtesse de Plélo… avant que l'escadre rentre à Toulon.
Il commande à nouveau Le Tigre du 3 août 1735 au 26 janvier 1736. Il appartient à l'escadre de Claude de Beaucaire, terrassé à 76 ans par deux attaques d'apoplexie, à bord de son bâtiment, le 20 août 1735. L'escadre est alors confiée au marquis d'Antin. 
En 1737, alors âgé de 63 ans, Piosin obtient « la permission de Monseigneur le comte de Maurepas, d'aller prendre les eaux de Montfrin en Languedoc, du 1er juillet 1737 ». Comme beaucoup de ses collègues, Piosin aime à se rendre aux eaux, à Digne en 1732, à Montfrin en 1737. Il ne pouvait cependant ignorer que leur pouvoir était fort limité, puisque son cousin, décède aux eaux de Balaruc en 1727, et Piosin le connut. En novembre 1737, Piosin rentre à Toulon. En 1739, il rachète la moitié du fief d'Evenos dont avait été contraint de se séparer dans sa jeunesse.

#### Guerre de Succession d'Autriche (1740-1748)
Il commande Le Diamant du 21 août 1740 au 22 avril 1741. Il appartient à l'escadre du marquis de la Roche-Allard avec lequel il fait campagne aux Indes occidentales. Une épidémie de fièvre jaune ravage une partie de l'escadre. Au cours de cette campagne, il combat avec une rare intrépidité contre trois vaisseaux anglais qui l'avaient attaqué, en met un hors de combat, coule l'autre à fond, et s'empare du troisième. C'est par allusion à ce combat que Louis XV répond un jour à un courtisan qui lui vantait la beauté du diamant que le Roi avait à son chapeau : « Je conviens avec vous que ce diamant jette beaucoup de feu ; mais non pas encore autant que celui que commandait Piosin ».

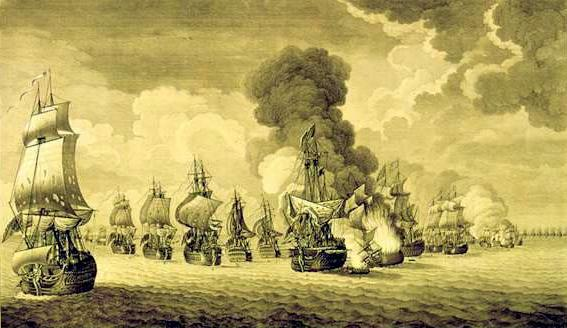
Gravure représentant la bataille du cap Sicié, 22 février 1744.

Piosin commande Le Saint-Esprit du 25 septembre 1741 au 5 avril 1743. Il appartient à l'escadre de M. de Court de la Bruyère qui croise en Méditerranée, au large de Barcelone, Carthagène, des îles d'Hyères et de la Spezzia.
Il commande Le Saint-Esprit du 27 janvier 1744 au 28 juin 1744, appartenant toujours à l'escadre de M. Court de la Bruyère. Il est au combat du cap Sicié du 22 février 1744. Le 28 juin 1744, il passe sur Le Tonnant « pour le commander » et désarme à Rochefort le 24 juillet 1745.
Parti de Rochefort, Piosin arrive à Toulon en octobre 1745. Il apprend qu'il est chef d'escadre des armées navales depuis le 1er janvier. Il n'est plus commandant de la compagnie des gardes de la marine de Toulon, place qu'il a occupée pendant dix-sept ans. Depuis le 1er avril 1745, il a été remplacé par Joseph d'Hélie de Villarzel (v. 1687-1760), futur chef d'escadre en 1756. Cet officier languedocien assure d'abord le commandement de la compagnie par intérim, étant lieutenant des gardes, puis en pied. Ce même janvier 1745, son cousin, M. d'Orves, est promu lui aussi chef d'escadre des armées navales. Piosin est son cadet immédiat dans le corps depuis la mort de deux « anciens » : le capitaine de vaisseau de Marandé, mort le 9 août 1744 et le comte Marquèze de la Garde, capitaine de vaisseau d'origine sicilienne, mort le 28 septembre 1744 à Toulon, ayant été débarqué le 1er août du Borée qu'il commandait. 
Le 1er novembre 1746, Piosin est nommé « commandant en second du port de Toulon ». Le commandant en pied est son cousin germain, M. d'Orves. Piosin a alors 500 livres d'appointements mensuels en tant que chef d'escadre, et 250 livres, en tant que commandant en second. Il a en outre une pension annuelle de 1 500 livres,, qui lui a été accordée le 15 octobre 1736, en remplacement d'une autre de 1 000 livres, qui lui avait été octroyée le 1er avril 1734. Piosin est alors un septuagénaire aisé et respecté. Il joint à ses appointements et pensions du roi et comme commandeur les revenus de la commanderie de Canebières, en Rouergue, et les fermages de ses terres de Piosin et Evenos, seigneurie qu'il possède en entier depuis l'achat qu'il fit en 1739 à son neveu, de la moitié de ce fief. Officier louis-quatorzien, combattant de Velez-Malaga en 1704 et du cap Sicié, quarante ans plus tard, Piosin est un chef d'escadre en activité de service, mais qui ne prendra pas la mer en tant qu'officier général. Il passe ses dernières années de marin à Toulon, souhaitant que « notre infortunée marine puisse prendre sa revanche ». C'est ce qu'il écrit à Rouillé, ministre de la Marine, le 11 mai 1749. Officier intègre, il avait été particulièrement outré de rencontrer, pendant la guerre de Succession d'Autriche, sur des navires anglais, des déserteurs français, alors qu'il croisait au large de Lisbonne.
Au second trimestre de 1750, le commandeur de Piosin, ancien « chevalier de Piosin », prend le titre sur les registres des Soldes et revues du port de Toulon, de « Bailli de Piosin ». Le bailli de Piosin, toujours commandant en second du port de Toulon, s'éteint chez lui le 30 avril 1751, à l'âge de 77 ans. Il était au service depuis 62 ans.

## Jugement et postérité
Dans l'étude détaillée qu'il consacre au bailli de Piosin, intitulée « Un Bailli de l'Ordre de Malte : M. de Piosin (1674-1751) », l'historien de la Marine Michel Vergé-Franceschi écrit :

« Il laisse le souvenir d'un « bon officier général, ayant très bien servi ». Cet homme que la fièvre jaune et les épidémies n'avaient pu abattre, qui avait résisté à la peste de 1721, aux fièvres infectieuses de 1744-45, à la précarité de l'hygiène et des conditions sanitaires, est terrassé par l'âge, la vieillesse et peut-être le chagrin : M. d'Orves, 77 ans, mourut à Toulon, le 21 décembre 1751, quelques mois à peine après son cousin germain, le bailli de Piosin, le compagnon de toute sa vie, familiale et maritime.
En conclusion, le bailli de Piosin fut un officier distingué de la marine de Louis XIV et de Louis XV, de 1689 à 1751. Affilié à l'Ordre de Malte comme deux de ses oncles paternels, et deux de ses oncles maternels, il appartient à une famille qui a donné chez les Valbelle, nombreux chevaliers, commandeurs, bailli et Grand Croix de Malte.
Provençal, Piosin le fut : de par ses ancêtres, de par ses biens, à Evenos ou à Orves, de par sa carrière, en tant qu'officier du département de Toulon. C'est surtout en Méditerranée qu'il servit, allant parfois jusqu'aux Antilles et en Baltique. Mais c'est les côtes de la Méditerranée qu'il connait le mieux, les régences de Barbarie, Minorque et Gibraltar.
Il fut présent aux grands moments de la marine française de la première moitié du XVIIIe siècle, à Malaga et au cap Sicié, en 1704 et en 1744. Combattant sur mer, il le fut aussi sur terre, au moment du siège de Toulon, en 1707 par exemple. Soldat et marin, il fut aussi instructeur, et servit comme lieutenant des gardes de la marine pendant quatorze ans, puis comme commandant des gardes-marine pendant dix-sept ans.
Homme d'action, le travail de cabinet ne le rebutait point, et il passa les cinq dernières années de sa vie, à terre, comme commandant en second du port de Toulon.
Célibataire robuste, il résista aux maladies du temps, à la peste comme aux fièvres infectieuses, et les eaux semblent avoir été le remède aux maux et aux fatigues de cet officier général de distinction qui, toutefois, ne devait jamais naviguer en tant que chef d'escadre, grade qu'il atteignit d'ailleurs à 71 ans, six ans seulement avant sa mort. »